# پهلوسفیدها
پهلوسفیدها (Lagenorhynchus) نام سردهای از آب‌بازسانان است که دارای شش عضو است:
- دلفین نوک‌سفید, Lagenorhynchus albirostris
- دلفین پهلوسفید اطلس, Lagenorhynchus acutus
- دلفین پهلوسفید آرام, Lagenorhynchus obliquidens
- دلفین سربی, Lagenorhynchus obscurus
- دلفین چانه‌سیاه, Lagenorhynchus australis
- دلفین ساعت شنی, Lagenorhynchus cruciger

همه اعضای این سرده بدن‌هایی با رنگ سیاه و سفید دارند. این سرده پراتبار است.